# Парна четвірка

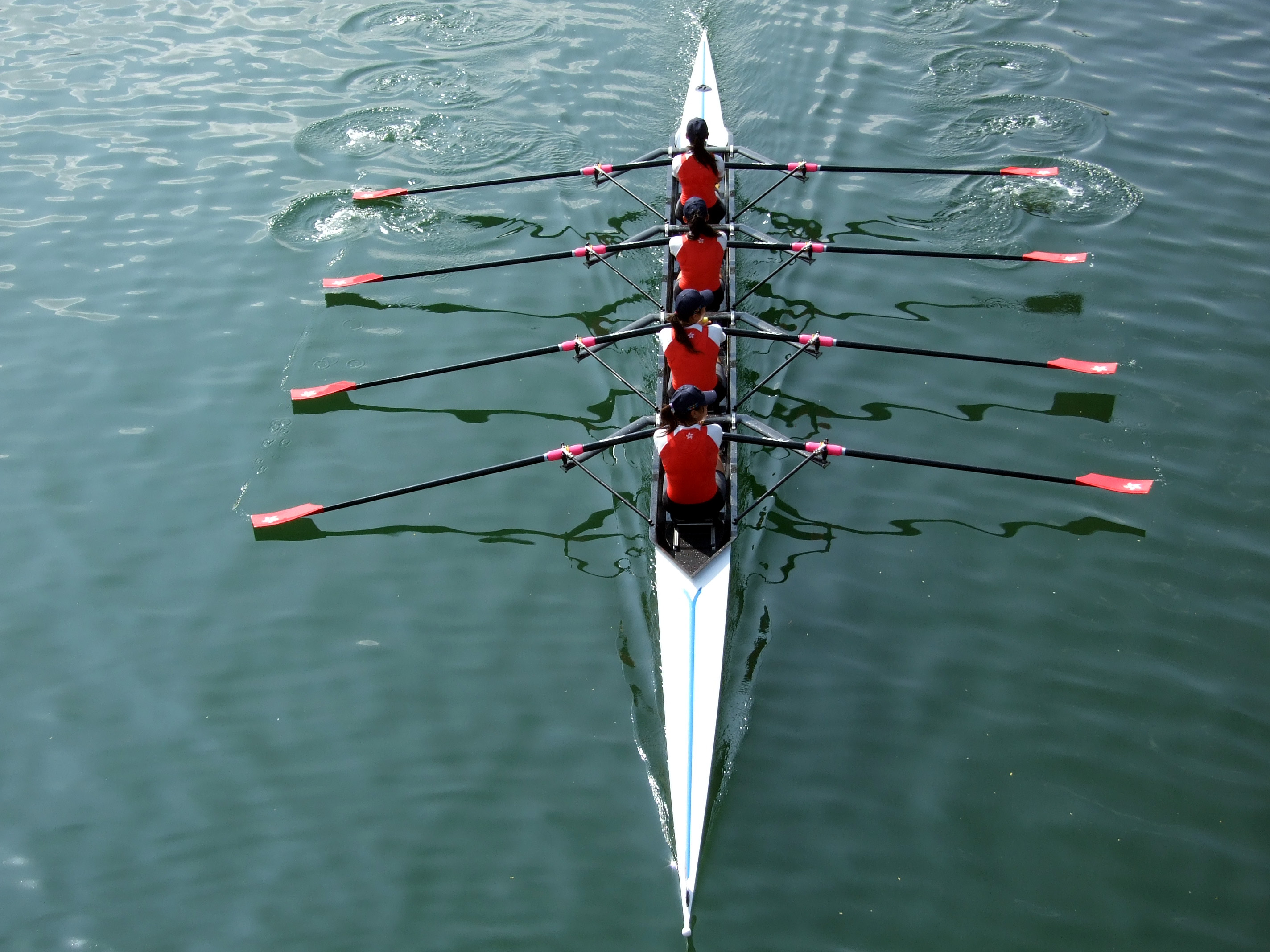
Пара четвірок

Парна четвірка (позначення: 4x) — клас човнів у веслуванні. У човні цього класу сидять чотири гребці з двома парами весел. Мінімальна вага човна без весел та радіосистем повинна становити 52 кг.

## Олімпійський клас
- Чотири пари жінок (Ш4х);
- Чотири пари чоловіків (M4x).